# ویتوریا (ایتالیا)
شهر  ویتوریا  (به ایتالیایی: Vittoria, Italy)   با جمعیت  ۶۱٬۷۱۲   نفر  در  ناحیه سیسیل در کشور ایتالیا واقع شده‌است.

## نگارخانه

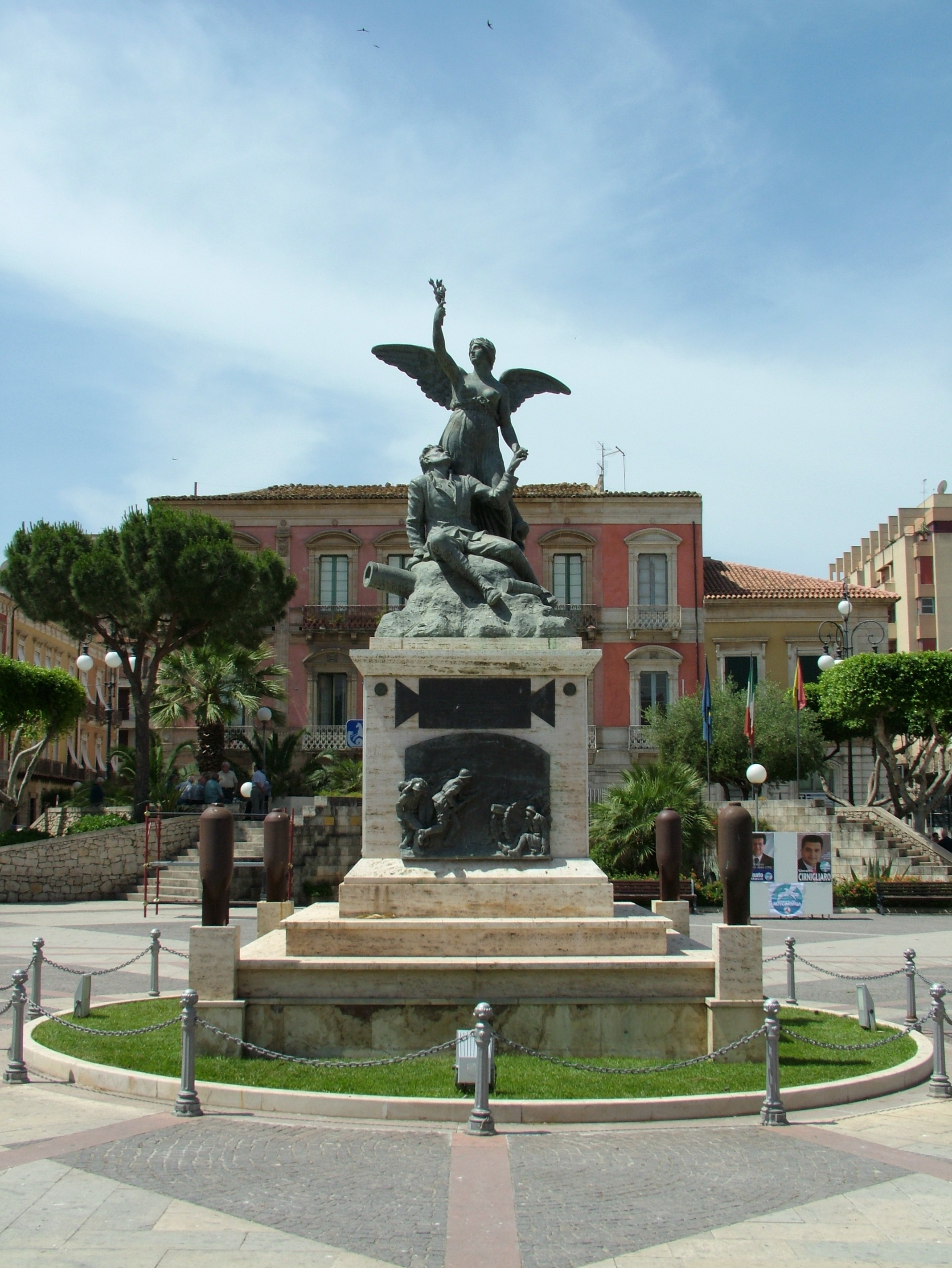
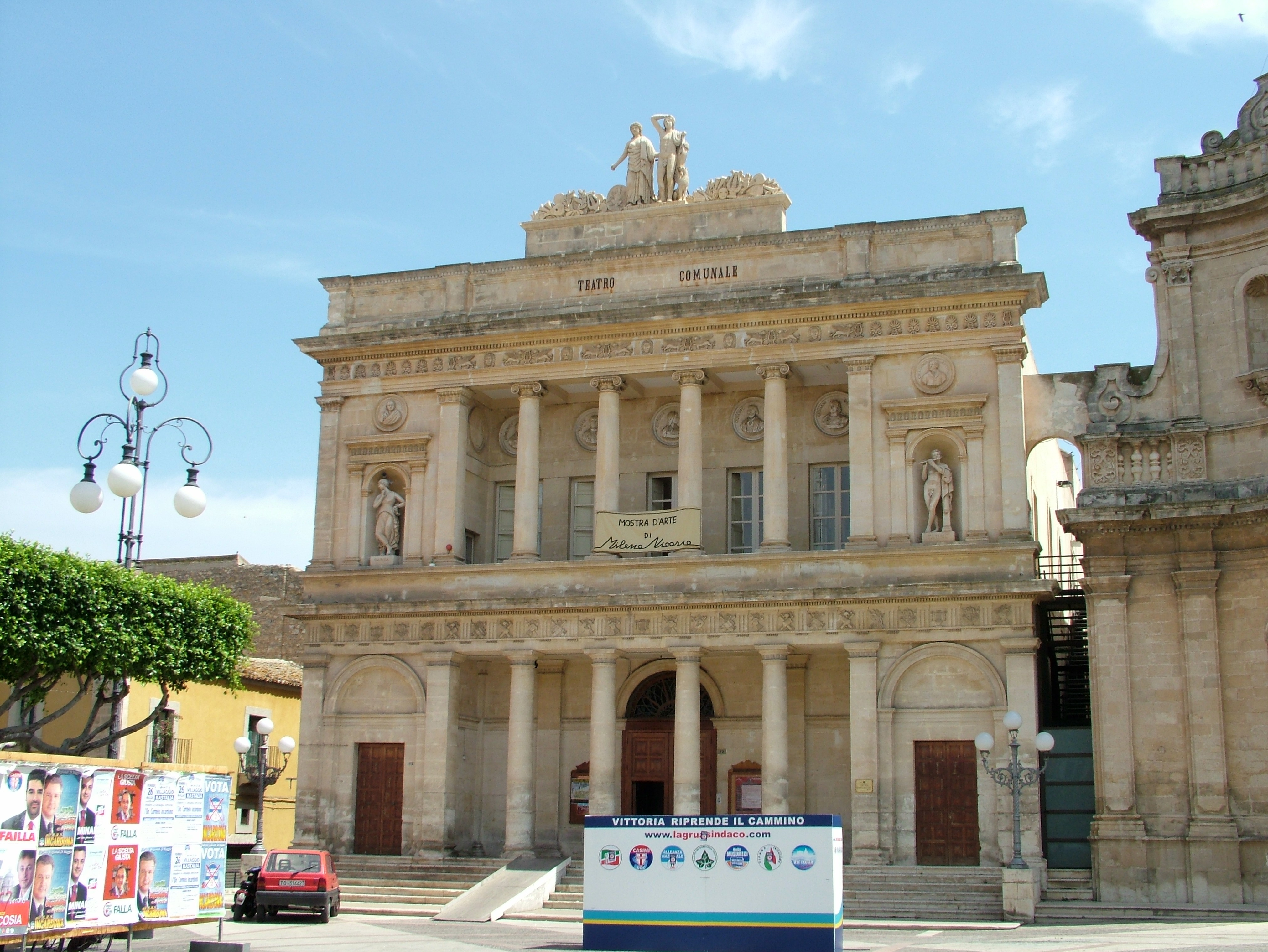
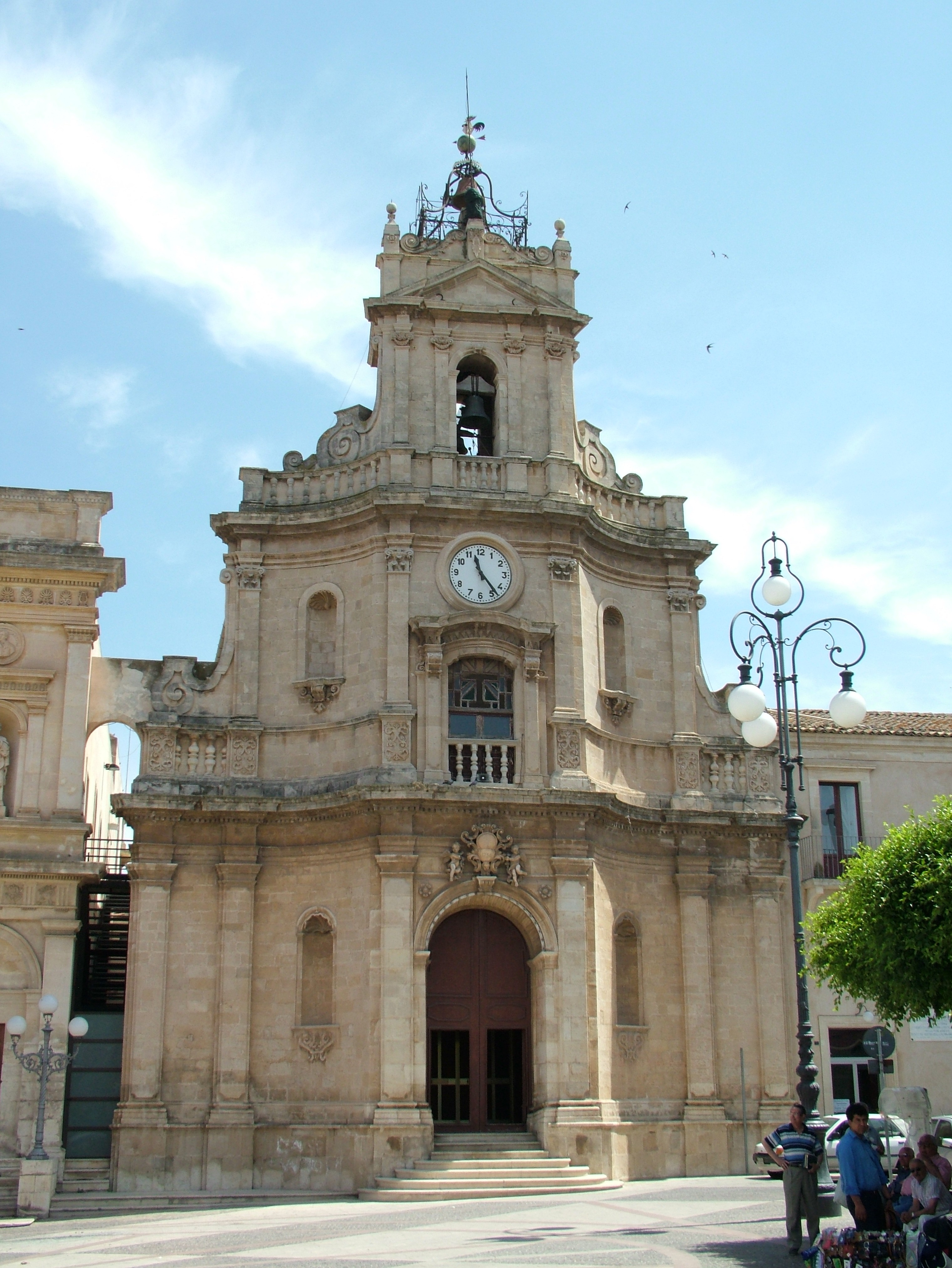